# Edward Lucas
Edward Lucas (ur. 3 maja 1962), brytyjski dziennikarz, europejski korespondent tygodnika „The Economist”.

## Elementy biograficzne
Ojcem dziennikarza jest oksfordzki filozof John Lucas. W 1983 ukończył studia licencjackie na kierunku ekonomia i stosunki przemysłowe w London School of Economics. Od 1986 pracuje jako korespondent wschodnio- i środkowoeuropejski dla różnych mediów. W tym okresie, stał się pierwszą osobą na świecie, której przyznano wizę nowo zadeklarowanego państwa, Litwy (28 marca 1990 roku). Pracował dla brytyjskiego dziennika "The Independent" i BBC. Opisywał upadek Związku Radzieckiego oraz został dyrektorem redakcji "The Economist Intelligence Unit" na Europę Środkową (siedziba w Wiedniu) w 1994. Dwa lata później przeniósł się do Berlina, jako korespondent "The Economist" zajmujący się sprawami biznesu i finansów niemieckich oraz wschodnioeuropejskich. Był dyrektorem biura moskiewskiego "The Economist" w latach 1998–2002. 
W lutym 2007 Lucas opublikował artykuł pt. "Turning the loose screw", w którym podkreśla słabą politykę zagraniczną polskiego rządu oraz twierdzi, że ten ostatni "młóci powietrze, trzeszczy i pozbywa się ministrów". Po raz pierwszy pojawiły się u Lucasa wyraźnie krytyczne wypowiedzi na temat działań rządu polskiego, dziennikarz ten znany był do tej pory jako jeden z niewielu przedstawicieli zagranicznej prasy doceniający działania gospodarcze ekipy rządzącej (zob. art. "Cheer up" z maja 2006). Tekst ten wywołał protest Lecha Kaczyńskiego.
13 listopada 2009 za życzliwe przybliżanie problematyki dotyczącej interesów Polski szerokim rzeszom czytelników na całym świecie minister Radosław Sikorski nadał mu Odznakę Honorową "Bene Merito". Dziennikarz odmówił jednak przyjęcia tej nagrody, z obawy przed konfliktem interesów w jego przyszłych artykułach o Polsce.
W 2010 odznaczony Medalem Rady Bałtyckiej.

## Publikacje

### Wybrane artykuły
- "Cheer up" (ang.) – art. o stanie polskiej gospodarki w "The Economist", 11 maja 2006
- "The sick party line on Eastern Europe". eng.maidanua.org. [zarchiwizowane z tego adresu (2006-05-14)]. (ang.)
- "The Finno-Ugrics: The dying fish swims in water" (ang.)

### Monografie
- Nowa zimna wojna, tłumaczenie Jarosław Stawski, Rebis, 2008 (The New Cold War: Putin's Russia and the Threat to the West, Palgrave Macmillan, 2008, ISBN 0-230-60612-1)
- Podstęp, tłumaczenie Mariusz Kukliński, Kurhaus, 2014 (Deception: The Untold Story of East-West Espionage Today, Walker & Company, 2012, ISBN 978-0802711571)